# Foucher (évêque de Lisieux)
Pour les articles homonymes, voir Foucher.
Foucher (Fulcherius) est un évêque de Lisieux (1101-1102).

## Famille
Foucher est le frère de Rainulf Flambard, évêque de Durham. Il est le fils de Thurstan, un prêtre paroissial du Bessin (Normandie), qui est connu pour être mort comme moine à l'Abbaye Saint-Augustin de Cantorbéry. Sa mère, dite être une sorcière, semble être toujours en vie en 1101.

## Biographie
Orderic Vital le dit à moitié analphabète. Ce serait son frère Rainulf, en grâce auprès du roi Henri Ier, qui lui obtient l'évêché de Lisieux. Il est consacré en juin 1101 par Guillaume Bonne-Âme, archevêque de Rouen.
À sa mort le 29 janvier 1102, après sept mois à la tête de l'évêché, Rainulf obtient la succession au siège épiscopal de son propre fils, prénommé Thomas, et devient gardien du diocèse. En 1105, le pape Pascal II met fin à cette situation jugée scandaleuse car l'enfant à moins de 12 ans. Guillaume, archidiacre d'Évreux est élu mais il ne peut être consacré. Rainulf propose Guillaume de Pacy, refusé pour simonie. Après la bataille de Tinchebray, Henri Beauclerc tente d'y placer Hervé le Breton, évêque de Bangor mais s'oppose au refus d'Anselme de Cantorbéry. Ce n'est qu'en 1107 que Jean, archidiacre de Sées, succède à l'évêché.